# ۳۳۷ (قمری)
۳۳۷ (قمری)، سیصد و سی و هفتمین سال در گاهشماری هجری قمری است. اول محرم این سال برابر با شانزدهم ژوئیه سال ۹۴۸ میلادی است.